# Concerto per organo
Un concerto per organo e orchestra, o semplicemente concerto per organo, è un concerto in cui lo strumento solista è l'organo accompagnato dall'orchestra o, più raramente, da un più piccolo ensemble di strumenti. In quest'ultimo caso, con l'accompagnamento per esempio di un'orchestra d'archi, si tratta di musica da camera.
La forma si sviluppò agli inizi del XVIII secolo quando compositori come Antonio Vivaldi, Georg Friedrich Händel e Johann Sebastian Bach scrissero dei concerti per organo e piccola orchestra e con parti solistiche che raramente richiedevano la pedaliera dell'organo. Esistono anche opere del Classicismo e del Romanticismo, ma anche del XX e XXI secolo tra i quali il concerto di Francis Poulenc entrato in repertorio ed eseguito abbastanza frequentemente. Nella forma di concerto per organo non sono di solito comprese quelle opere orchestrali che richiedono un organo utilizzato come una sezione orchestrale in più, esempi dei quali includono la terza sinfonia di Camille Saint-Saëns, l'opera di Gustav Holst, I pianeti o quella di Richard Strauss, Così parlò Zarathustra.

## Concerti per organo

### Antonio Vivaldi (1678-1741)
- re minore per violino, organo, archi e basso continuo, RV 541
- fa maggiore per violino, organo, archi e basso continuo, RV 542 (dubbio)
- do maggiore per violino, oboe, organo, archi e basso continuo, RV 554 (RV 554a con il violoncello al posto dell'oboe)
- fa maggiore per 2 violini, 2 organi, doppia orchestra d'archi e basso continuo, RV 584 (incompleto)
- la maggiore per 4 violini, 4 flauti diritti, 3 violoncelli, organo, doppia orchestra d'archi e basso continuo, RV 585
- do minore per violino, organo, archi e basso continuo, RV 766 (RV 510 con 2 violini)
- fa maggiore per violino, organo, archi e basso continuo, RV 767 (RV 765 con 2 violini)
- do maggiore per violino, organo, archi e basso continuo, RV 774 (incompleto)
- fa maggiore per violino, organo, archi e basso continuo, RV 775 (incompleto)
- do maggiore per violino, organo, archi e basso continuo, RV 808

### Georg Friedrich Händel (1685-1759)
Handel compose concerti per organo come interludi per i suoi oratori, suonando egli stesso le parti dell'organo mentre dirigeva l'orchestra. Alcuni sono arrangiamenti di sue opere precedenti, o di altri compositori. Esistono molte alternative, quindi è difficile numerare precisamente i suoi concerti per organo, ma è generalmente accettato che ne abbia scritto sedici:
1. HWV 289 - Op. 4 n.. 1 in sol minore: larghetto, allegro, adagio, andante
2. HWV 290 - Op. 4 n. 2 in si bemolle maggiore: tempo ordinario, allegro, adagio, allegro ma non troppo
3. HWV 291 - Op. 4 n. 3 in sol minore: adagio, allegro, adagio, allegro
4. HWV 292 - Op. 4 n. 4 in fa maggiore: allegro, andante, adagio, allegro
5. HWV 293 - Op. 4 n. 5 in fa maggiore: larghetto, allegro, alla siciliana, presto
6. HWV 294 - Op. 4 n. 6 in si bemolle maggiore: andante, allegro, larghetto, allegro moderato
7. HWV 306 - Op. 7 n. 1 in si bemolle maggiore: andante, allegro, largo, adagio, allegro
8. HWV 307 - Op. 7 n. 2 in la maggiore: overture, tempo ordinario, tempo ordinario II, allegro
9. HWV 308 - Op. 7 n. 3 in si bemolle maggiore: allegro, fuga, spiritoso, minuets 1 & 2
10. HWV 309 - Op. 7 n. 4 in re minore: adagio, allegro, adagio, allegro
11. HWV 310 - Op. 7 n. 5 in sol minore: allegro ma non troppo, adagio, andante, minuet, gavotte
12. HWV 311 - Op. 7 n. 6 in si bemolle maggiore: pomposo, adagio, tempo ordinario
13. HWV 295a - fa maggiore (n. 13): largo, allegro, larghetto, allegro
HWV 295b - seconda versione: larghetto, allegro, larghetto, allegro
14. HWV 296a - la maggiore (n. 14): largo e staccato, organo ad libitum: fuga – allegro, andante, grave, allegro
HWV 296b - seconda versione, Pasticcio Konzert: andante, adagio, grave, andante allegro, a tempo ordinario
15. HWV 304 - re minore (n. 15): andante, organo ad libitum: adagio – fuga, allegro
16. HWV 305a - fa maggiore (n. 16): concerto, allegro, andante, andante allegro
HWV 305b - seconda versione: overture, allegro, andante, andante allegro

Concerti per organo arrangiamenti da Concerti Grossi, Op.6:
1. HWV 297 - re minore, da HWV 328: overture, air, allegro, allegro, allegro moderato
2. HWV 298 - sol maggiore, da HWV 319: a tempo giusto, allegro, adagio, allegro, allegro
3. HWV 299 - re maggiore, da HWV 323: larghetto e staccato, allegro, presto, largo, allegro, minuet un poco larghetto
4. HWV 300 - sol minore, da HWV 324: largo e affettuoso, a tempo giusto, musette larghetto, allegro, allegro

### Johann Sebastian Bach (1685-1750)
Bach non compose opere denominate chiaramente "concerto per organo" (ad esempio, per organo e gruppo orchestrale), ma diversi movimenti di cantate contengono ampie parti per organo solista. Un esempio è la Wir müssen durch viel Trübsal BWV 146, il cui primo e secondo movimento sono degli adattamenti del concerto BWV 1052. La Geist und Seele wird verwirret BWV 35 contiene due sinfonie strumentali con organo solista, la prima delle quali ricorda il concerto BWV 1059 (una registrazione di una ricostruzione di quest'opera come un concerto d'organo è stata realizzata da Ton Koopman.
L'ammirazione che Bach aveva per Vivaldi e lo stile italiano portò a diverse trascrizioni di pezzi strumentali per organo solista, senza orchestra:
| BWV     | Tonalità            | Fonte                                                                                            | Movimenti                                                                         |
| ------- | ------------------- | ------------------------------------------------------------------------------------------------ | --------------------------------------------------------------------------------- |
| BWV 592 | sol maggiore        | da Giovanni Ernesto di Sassonia-Weimar trascrizione di un concerto per violino, archi e continuo | allegro, grave (mi minore), presto                                                |
| BWV 593 | la minore           | da Antonio Vivaldi basato su op. 3 n. 8 per 2 violini e basso continuo (RV 522)                  | allegro (o Tempo Giusto), adagio (re minore) senza pedale a due claviere, allegro |
| BWV 594 | do maggiore         | da Antonio Vivaldi basato su op. 7 n. 5 per violino e basso continuo (RV 208)                    | allegro, adagio (la minore), recitativo, allegro - cadenza - allegro              |
| BWV 595 | do maggiore         | da Giovanni Ernesto di Sassonia-Weimar                                                           | Utilizzato il solo primo movimento.                                               |
| BWV 596 | re minore           | da Vivaldi basato su op. 3 n. 11 - RV 565                                                        | allegro - grave - fuga, largo e spiccato, finale allegro                          |
| BWV 597 | mi bemolle maggiore | compositore ignoto                                                                               | [senza indicazione di tempo] - Gigue                                              |

### Michel Corrette (1709-1793)
L'organista-compositore francese Michel Corrette scrisse sei concerti.
- Concerto n. 1 in sol maggiore: allegro, aria I, aria II, allegro
- Concerto n. 2 in la maggiore: allegro, adagio, allegro
- Concerto n. 3 in re maggiore: adagio, aria, andante, adagio, allegro
- Concerto n. 4 in do maggiore: allegro, aria, allegro
- Concerto n. 5 in fa maggiore: allegro, aria, allegro
- Concerto n. 6 in re minore: allegro, andante, presto

### Thomas Arne (1710-1778)
Il compositore inglese Thomas Arne compose sei concerti.
- Concerto n. 1 in do maggiore: largo ma con spirito, andante, allegro, minuetto
- Concerto n. 2 in sol maggiore: allegro, lento, moderato, allegro, con spirito
- Concerto n. 3 in la maggiore: con spirito, con spirito, minuetto, moderato
- Concerto n. 4 in si bemolle maggiore: con spirito, minuetto, giga moderato
- Concerto n. 5 in sol minore: largo, allegro con spirito, adagio, vivace
- Concerto n. 6 in si bemolle maggiore: allegro, moderato, ad libitum, allegro, minuetto

### Carl Philipp Emanuel Bach (1714-1788)
Il compositore tedesco Carl Philipp Emanuel Bach compose quattro concerti.
- Concerto per organo e orchestra n. 4 in si bemolle maggiore: con spirito, minuetto, giga
- Concerto per organo e orchestra n. 5 in sol minore: largo, allegro con spirito, adagio, vivace
- Concerto per organo e orchestra n. 6 in si bemolle maggiore: allegro moderato, minuetto - variationi
- Concerto per organo, archi e basso continuo in G major: allegro di molto, largo, presto

### Antonio Soler (1729-1783)
Il compositore spagnolo Antonio Soler scrisse sei concerti per due organi (senza altri strumenti):
- Concerto n. 1 in do maggiore: andante, minué
- Concerto n. 2 in la minore: andante-allegro, tempo di minué
- Concerto n. 3 in sol: andantino, minué
- Concerto n. 4 in fa: afectuoso, andante non largo, minué
- Concerto n. 5 in la: cantabile, minué
- Concerto n. 6 in re: allegro-andante-allegro-andante, minué

### Wolfgang Amadeus Mozart (1756-1791)
Diciassette sonate da chiesa, in otto delle quali l'organo ha una parte di solista obbligato:
- No. 7 K. 224 (241a) in fa maggiore (1776)
- No. 8 K. 225 (241b) in la maggiore (1776)
- No. 10 K. 244 in fa maggiore (aprile 1776)
- No. 11 K. 245 in re maggiore (aprile 1776)
- No. 12 K. 263 in do maggiore (dicembre 1776)
- No. 15 K. 328 (317c) in do maggiore (1779)
- No. 16 K. 329 (317a) in do maggiore (marzo 1779)
- No. 17 K. 336 (336d) in do maggiore (1780)

### Alexandre Guilmant (1837-1911)
Félix-Alexandre Guilmant Alexandre Guilmant, scrisse due delle sue sonate per organo in due versioni, una come sinfonia per organo e orchestra:
- Sonata n. 1 in re minore / Sinfonia n. 1 in re minore per Organo e Orchestra: Introduction et Allegro / Pastorale (Andante quasi allegretto) / Final (Allegro assai)
- Sonata n. 8 in la minore / Sinfonia n. 2 in la maggiore per Organo e Orchestra: Introduction et Allegro risoluto / Adagio con affetto / Scherzo: Allegro vivace / Andante sostenuto / Intermède et Allegro con brio

### Josef Gabriel Rheinberger (1839-1901)
- Concerto per organo n. 1 in fa maggiore[6]
- Concerto per organo n. 2 in sol minore[7]

### Marco Enrico Bossi (1861-1925)
- Concerto per organo, op. 100, in due versioni differenti per strumentazione dell'orchestra e tonalità:
  - 1ª versione in si bemolle minore per organo e grande orchestra
  - 2ª versione (la più comune) in la minore per organo, quattro corni, timpani e orchestra d'archi
- Konzertstück in do minore op. 130 per Organo e Orchestra
- Fantasia Sinfonica Op.147 per organo e orchestra

### XX e XXI secolo
- Joseph Jongen (1873-1953): Symphonie Concertante per organo e orchestra op. 81 (1926)
- Marcel Dupré (1886-1971): Concerto in mi minore Op. 31 (1931)
- Hans Gál (1890-1987): Concertino per organo e orchestra d'archi Op. 55 (1954)
- Paul Hindemith (1895-1963):
  - Kammermusik n. 7, concerto per organo e orchestra di fiati, Op. 46 n. 2 (1927)
  - Concerto per organo e orchestra (1963)
- Howard Hanson  (1896-1981): Concerto per organo (1923)
- Francis Poulenc (1899-1963): Concerto per organo in sol minore (1938)
- Jón Leifs (1899-1968): Concerto per organo op.7 (1930)
- Flor Peeters (1903-1986): Concerto per organo e orchestra, op.52
- Normand Lockwood (1906-2002): Concerto per organo e ottoni
- Jean Langlais (1907-1991):
  - Concerto n. 1 per organ o clavicembalo e orchestra (1949)
  - Concerto n. 2 per organo e orchestra d'archi (1961)
  - Concerto n. 3 Réaction per organo, orchestra d'archi e timpani (1971)
- Samuel Barber (1910-1981):
  - Toccata Festiva, per organo e orchestra Op. 36
- Sir Malcolm Arnold (1921 - 2006)
  - Concerto per organo, trombe (3), timpani e archi
- Boris Tchaikovsky (1925-1996): Six Etudes for organ and string orchestra (1976)
- Arthur Butterworth (1923-2014): Concerto per organo, orchestra d'archi e percussioni, Op. 33 (1973)
- Revol Samojlovič Bunin (1924–1976): concerto in sol minore per organo e orchestra da camera, Op. 33 (1961)
- Charles Chaynes (1925): Concerto per organo, archi, timpani e percussioni su Spiritual Canticle of St. John of the Cross (1973)
- Jean Guillou (1930):
  - Invention for organ and orchestra (concerto n. 1) Op. 7
  - Concerto Héroïque for organ and orchestra (concerto n. 2) Op. 10
  - Concerto No. 3, for organ and string orchestra Op. 14
  - Concerto No. 4, for organ and orchestra Op. 31
  - Concerto No. 5, Roi Arthur for organ and string quintet Op. 35
  - Concerto 2000 for organ and orchestra Op. 62
  - Concerto n. 6 for organ and orchestra (triple woodwind, 4 horns, 2 trumpets, 2 trombones, tuba, percussion, strings) Op. 68
  - Concerto n. 7 for organ and orchestra Op. 70
- Thierry Escaich (1965): 
  - Concerto for organ and orchestra (Concerto n. 1, 1995)
  - Concerto for organ, string orchestra percussions (Concerto n. 2, 2006)
- Daniel E Gawthrop (1949): Concerto for Organ and Orchestra (prima esecuzione 2004)
- Stephen Paulus (1949-2014):
  - Concerto for Organ, Chorus and Orchestra
  - Concerto for Organ, Strings and Percussion (1992)
  - Grand Concerto for Organ and Orchestra (2004)
  - Double Concerto for Piano and Organ with Strings and Percussion (c. 2010)
- Michael Gandolfi (1956): Ascending Light for organ and orchestra (2015)
- Leonid Karev (1969): Mots Interrompus for Organ and Orchestra (2007)
- Eugenio Maria Fagiani (1972): Concerto for Organ and string orchestra Op. 98 (2009)
- Frederik Magle (1977): Concerto for organ and orchestra "The Infinite Second" (1994)
- Enrico Melozzi (1977): Sinfonia Concertante for Organ, String Orchestra and Timpani (2007).
- Valentin Villard (1985): Concerto for Organ and string orchestra Op. 46 (2009)
- Nico Muhly (1981): Register (2017)